# Tinajo
Tinajo es una localidad y municipio español perteneciente a la isla de Lanzarote, en la provincia de Las Palmas, comunidad autónoma de Canarias. 
Las principales industrias son la agricultura (vid, frutales, cebollas) y el turismo (deportivo y surf) localizado en el barrio de La Santa y el parque nacional de Timanfaya, que comparte con el municipio de Yaiza. En Mancha Blanca se encuentra la ermita de Nuestra Señora de los Dolores o de los Volcanes (Patrona de Lanzarote).

## Administración y política
El Ayuntamiento de Tinajo se compone de un alcalde-presidente y 12 concejales. Actualmente, el partido gobernante en el municipio es Coalición Canaria, con Jesús Casimiro Machín Duque a la cabeza.
| Partido político | Partido político                             | 2007   | 2011   | 2015   | 2019   | 2023   |
| Partido político | Partido político                             | Ediles | Ediles | Ediles | Ediles | Ediles |
|                  | Coalición Canaria (CC)                       | 10     | 9      | 8      | 7      | 9      |
|                  | Centro Canario Nacionalista (CCN)            | 0      | 9      | —      | —      | —      |
|                  | Partido Popular (PP)                         | 0      | —      | 1      | 0      | 0      |
|                  | Partido Socialista Obrero Español (PSOE)     | 3      | 2      | 3      | 3      | 2      |
|                  | Isla Alternativa (ISAL)                      | 0      | —      | —      | —      | —      |
|                  | Partido de Independientes de Lanzarote (PIL) | 0      | 1      | —      | —      |        |
|                  | Movimiento Renovador de Tinajo (MRT)         | —      | —      | —      | 3      | 2      |
|                  | Nueva Canarias (NC)                          | 0      | 1      | 1      | —      | 2      |
|                  | Partido Nacionalista de Lanzarote (PNL)      | 0      | 1      | —      | —      | —      |
|                  | Opción por Lanzarote (OPL)                   | —      | 1      | —      | —      | —      |
|                  | Lanzarote Avanza (LAVA)                      | —      | —      | —      | 0      |        |
|                  | Izquierda Unida (IU)                         | —      | —      | —      | 0      | —      |
|                  | Ciudadanos (CS)                              | —      | —      | —      | 0      | —      |
|                  | Vox                                          | —      | —      | —      | —      | 0      |

## Demografía
Tinajo cuenta con una población de 6865 habitantes (INE 2024).
| Gráfica de evolución demográfica de Tinajo entre 1842 y 2021                                                        |
| |
| Población de derecho según los censos de población del INE Población de hecho según los censos de población del INE |

## Cultura

### Patrimonio
- Ermita de la Virgen de los Dolores
- Ermita de Nuestra Señora de Regla
- Iglesia de San Roque
- Sitio etnológico de Tenesera
- Yacimiento paleontológico de La Isleta de La Santa
- Cueva de los Naturalistas
- Cueva de Ana Viciosa

El parque natural de Los Volcanes cuenta con decenas de senderos para su disfrute, siempre respetando el medio que lo rodea, así como sus fauna y flora.

### Fiestas
Durante todo el año Tinajo celebra diferentes festividades a lo largo y ancho del municipio, siendo días festivos locales el Martes de Carnaval y el 24 de junio: Festividad de San Juan.
Entre las fiestas del municipio destacan:
| Fecha            | Celebración                   | Lugar         |
| ---------------- | ----------------------------- | ------------- |
| 30 de mayo       | Día de Canarias               | Tinajo        |
| Junio            | Corpus Christi                | Tinajo        |
| 2 de julio       | Nuestra Señora de Regla       | La Vegueta    |
| 16 de julio      | Nuestra Señora del Carmen     | La Santa      |
| 16 de agosto     | San Roque                     | Tinajo        |
| 15 de septiembre | Nuestra Señora de los Dolores | Mancha Blanca |
| 12 de octubre    | Nuestra Señora del Pilar      | El Cuchillo   |

## Localidades hermanadas
- Teror, Gran Canaria (2011)
- Betancuria, Fuerteventura (2013)
- Nazaré, Portugal (2024)